# Iván Campo
Iván Campo Ramos (Donostia-San Sebastián, 1974. február 21. –) spanyol labdarúgó. Eredetileg hátvéd volt, de legtöbbször középpályásként játszott.

## Pályafutása

### Spanyolország
Iván Campo első profi klubja a CD Alavés volt, majd megfordult a Real Valladoidban és a Valencia CF-ben is, de az RCD Mallorca csapatával futott be, 1998-ban. Bekerült a spanyol válogatottba is, megfordult s pályára lépett a franciaországi világbajnokságon, majd a Real Madridba igazolt. A királyi klubban viszont soha nem tudott gyökeret verni, bár akadtak jó mérkőzései, például a 2000-es BL-döntő, ahol kiválóan futballozott együtt a szintén sokat kritizált Aitor Karankával. 2002 nyarán, Pavón feltűnésével nem maradt helye Iván Campónak a Realban, így kölcsönadták egy esztendőre a Bolton Wanderersnek, akik ott marasztalták őt a szezon végén, hiszen ingyen hajlandó volt róla lemondani a spanyol klub.

### Anglia
A középhátvédként és védekező középpályásként egyaránt bevethető játékos 2002 nyarán érkezett a Bolton Wanderershez kölcsönbe, akik ott marasztalták őt a szezon végén. 2008-ban átigazolt az Ipswichbe.

### Ciprus
2009 decemberében a Campo csatlakozott a ciprusi másodosztályú AEK Larnaca FC-hez. Visszavonult a szezon végén 36 évesen.

## Külső hivatkozások
- Iván Campo pályafutásának statisztikái a Soccerbase oldalon (angolul)